# أديري

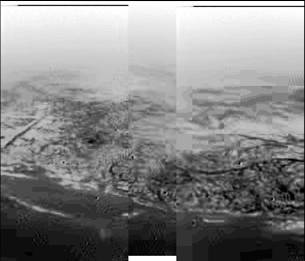
أديري كما شوهدت بواسطة المسبار هويجنز

أديري (Adiri) هو مَعلم وضاء كبير على تيتان قمر زحل. تمت تسميته على اسم الفردوس في المثيولوجيا الميلانيزية. وهو يقع غرب المنطقة الداكنة الكبيرة شانجري-لا.
أديري هي منطقة ذات أرض مرتفعة وتبدو أنها مليئة بقنوات التصريف. وقد هبط المسبار هويجنز على سهل قبالة «ساحل» أديري الشمالي الغربي في 14 يناير 2005.